# Calliphora xanthura
Calliphora xanthura este o specie de muște din genul Calliphora, familia Calliphoridae. A fost descrisă pentru prima dată de Jacques-Marie-Frangile Bigot în anul 1888. Conform Catalogue of Life specia Calliphora xanthura nu are subspecii cunoscute.